# ASH-78 Tipi-1
 (mars 2018).
Si vous disposez d'ouvrages ou d'articles de référence ou si vous connaissez des sites web de qualité traitant du thème abordé ici, merci de compléter l'article en donnant les références utiles à sa vérifiabilité et en les liant à la section « Notes et références ».
Le fusil d'assaut albanais ASH-78 Tipi-1 (pour fusil automatique modèle 1978 type 1) est une copie autorisée du fusil modèle 56 avec baïonnette pliante chinois.

## Présentation
Dans les années 1960, la république populaire de Chine livre des Fusils Type 56 à l'Armée albanaise. En effet, le retrait de l'Albanie du pacte de Varsovie avait mis fin à la livraison  des AK-47/AKS-47 par l'URSS. Connu localement comme Automatiku Shqiptar model 56, le fusil d'assaut chinois est produit par les Arsenaux albanais à partir de 1978.

## Diffusion
Le FA ASH-78 Tipi-1 est en service dans les Forces armées albanaises même si les forces spéciales lui préfèrent le Beretta ARX 160 plus moderne.

## Données techniques
- Munition : 7,62 × 39 mm M43
- Longueur totale : 87 cm (110 cm avec baïonnette dépliée)
- Masse à vide : 3,8 kg
- Cadence de tir : 600 coups par minute
- Portée pratique : 350 m

## Le Fusil du 10 juillet au combat
A travers le pillage des entrepôts des Forces armées albanaises au début des années 1990 et le trafic d'armes, cette « Kalachnikov albanaise » a servi lors des :
- Guerre de Croatie
- Guerre de Bosnie-Herzégovine
- Guerre du Kosovo
- Insurrection albanaise de 2001 en Macédoine

## Sources
Cette notice est issue de la lecture des revues spécialisées de langue française suivantes :
- Cibles (Fr)
- Action Guns (Fr)
- Raids (Fr), notamment HS n° 26 & 28
- Assaut (Fr)